# Rafael Pérez de Guzmán
Rafael Pérez de Guzmán fue un militar y torero español, nacido el 16 de noviembre de 1803 en Córdoba y fallecido el 14 de abril de 1838 al hacer frente a los bandoleros que asaltaron la diligencia en la que viajaba en dirección a Madrid por los campos de La Mancha, cerca de La Guardia.
Hijo de Enrique Pérez de Guzmán y de Dolores Fernández de Córdoba, condes de Villamanrique de Tajo, su breve carrera taurina y de escasa significación artística, habría representado junto con Luis Mazzantini y El Salamanquino, en razón del rancio abolengo familiar, una especie de alternativa aristocrática al tradicional plebeyismo del toreo a pie. Se inició en el mundo del toreo, contra el parecer paterno y siendo ya militar, con destino en Madrid, al ser apartado temporalmente del servicio por los avatares políticos del momento. Destinado luego en Sevilla asistió a las clases de Pedro Romero y Jerónimo José Cándido en la escuela taurina, antes de abandonar definitivamente el ejército.
Se presentó en Aranjuez el 29 de mayo de 1831 con Roque Miranda y Francisco Montes, Paquiro, que le cedió la muerte de su primer toro, y recibió la alternativa el 13 de junio del mismo año de manos de Manuel Romero Carreto, aunque sobre ello –de lo que nada dice José María de Cossío–, hay diferentes interpretaciones. Sin llegar nunca a brillar, alcanzó cierta fama tanto por sus maneras aristocráticas como por su temeridad ante los toros. De él dice Bedoya que era «matador de mucho valor aunque de bastantes medias estocadas, siempre bien dirigidas», y Benito Pérez Galdós lo recuerda elogiosamente al comienzo del capítulo XVI del segundo libro de la tercera serie de los Episodios nacionales, el titulado Mendizábal, editado en 1898:

Acompañado de su amigo y mentor D. Pedro Hillo, fue Calpena a las últimas funciones de Toros, y a la apertura de los Estamentos, que se efectuó a mitad de Noviembre con la solemnidad de costumbre, asistiendo la Reina Gobernadora. En la Plaza admiraron la pericia del afamado matador Francisco Montes, y el arrojo y gallardía de D. Rafael Pérez de Guzmán, oficial del Ejército, de la noble casa de Villamanrique, que había cambiado los laureles militares por las palmas toreras, y la espada por el estoque. Tomó la alternativa en Madrid en Junio del 31, y desde entonces fue la más grande notabilidad del arte en aquella década, después del maestro Montes. Con estos compartía el favor del público Roque Miranda, muy inferior a Montes y a D. Rafael en la suerte de matar, pero gran banderillero, capaz de poner pares en los cuernos de la luna.

El 14 de abril de 1838 cuando se dirigía a Madrid para torear por segunda vez con Paquiro la diligencia en la que viajaba fue atacada por los bandidos y al bajar del carruaje dispuesto a repeler el ataque, recibió un balazo que le causó la muerte.